# Fredrik Johansson
Fredrik Johansson (25. lipnja 1974. – 25. siječnja 2022.) bio je švedski gitarist. 

## Životopis
Johansson se pridružio Dark Tranquillityju 1993. kada je pjevač Anders Fridén napustio sastav, a gitarist Mikael Stanne postao pjevačem. Ostao je u sastavu sve do 1999., prije objavljivanja albuma Projector. Tada ga je sastav zamolio da napusti bend zbog nedostataka predanosti koji je proizašao iz želje da postane roditelj.
Često su ga zamjenjivali s drugim švedskim gitaristom istog imena koji svira sa sastavom All Ends i svirao je[tko?] na pjesmi "December Flower" s albuma The Jester Race sastava In Flames.
Johansson je 25. siječnja 2022. preminuo od raka.

## Diskografija
- Dark Tranquillity – Of Chaos and Eternal Night (1995.)
- Dark Tranquillity – The Gallery (1995.)
- Dark Tranquillity – Enter Suicidal Angels (1996.)
- Dark Tranquillity – The Mind's I (1997.)
- Dark Tranquillity – Projector (1999.)
- Dark Tranquillity – Skydancer/Of Chaos and Eternal Night (1999.)
- Dark Tranquillity – Exposures – In Retrospect and Denial (2004.)